# Lélio Souza
Lélio Miguel Antunes de Souza (Rosário do Sul, 29 de setembro de 1937) é um político brasileiro.
Filho de Graciliano Rodrigues de Souza e Eva Antunes de Souza.
Filiado ao Movimento Democrático Brasileiro (MDB), foi eleito deputado estadual em três legislaturas.